# Tatsuya Nakamura (muzikant, 1945)
Tatsuya Nakamura (Japans: 中村 達也, Nakamura Tatsuya (Tochigi, 2 januari 1945) is een Japanse jazzdrummer en componist.

## Biografie
Nakamura begon op 16-jarige leeftijd op de middelbare school met het drumspel. In 1974 verhuisde hij naar New York om daar onderricht te krijgen bij Roy Haynes. Hij bracht in 1976 met zijn kwartet, dat bestond uit Ted Daniel, Oliver Lake en Richard Davis, het album Song of Pat uit om daarna terug te keren naar Japan. In 1977 nam hij met Keizo Inoue en Kaoru Abe het livealbum Live at 八王子アローン op. In 1978 gaf hij in Japan met Joseph Bowie en Ted Daniel concerten en haalde Kiyoshi Sugimoto hem voor plaatopnamen. In 1979 nam hij zijn album Where is the Quarter op voor CBS Records/Sony om daarna weer langer te werken in New York. Daar behoorden naast Davis George Adams en Hugh Lawson tot zijn kwartet, met wie hij in 1980 het album Rip-Off inspeelde, dat in het opvolgende jaar verscheen bij RCA Victor.
In 1988 nam hij weer op in New York met George Adams. In het opvolgende jaar gaf hij in Tokio concerten met de bassist Richard Davis en de pianist Masahiko Satoh en Masaru Imada. Tussen 1990 en 1998 leidde Nakamura de New York Unit (met de pianist John Hicks en wederom met Davis aan de contrabas), waarmee hij jaarlijks met solisten als Adams, Hannibal Marvin Peterson, Javon Jackson en James Carter door Japan toerde en meerdere albums uitbracht, ten laatste in 2003 (alleen in trio) het album Besame Mucho. Met zijn Japan Jazz Unit bracht hij in 2012 het album Jazz in Now Power uit. In 2014 verscheen het samenwerkend album Bibliophina met Masakatsu Takagi, Yoshie Nakano en Chie Morimoto en het album Interconnection met Ted Daniel's Energy Module.
Nakamura was ook op tournee in Australië, Indonesië en Duitsland. In 2004 presenteerde hij zijn kwartet Japan Jazz Unit (met de tenorsaxofonist Suetoshi Shimizu, de pianist Teruaki Ueno en de bassist Kazutero Harada) in Senegal en Turkije.
- Bibsys: 15005378
- Bibliothèque nationale de France: cb17125075t (data)
- International Standard Name Identifier: 0000 0004 6414 6068
- MusicBrainz: 06570f73-6c22-460b-b65a-e055667472a4
- Virtual International Authority File: 1843149068357565730000